# The Singles (Soft Cell)
The Singles è una compilation del gruppo musicale britannico Soft Cell pubblicata nel 1986 da Some Bizzare Records.

## Tracce
Testi e musiche di Marc Almond e David Ball, eccetto dove indicato.
1. Memorabilia – 4:50
2. Tainted Love – 2:40 (Ed Cobb)
3. Bedsitter – 3:36
4. Say Hello, Wave Goodbye – 5:25
5. Torch – 4:08
6. Loving You, Hating Me – 4:19
7. What? – 4:34 (H.B. Barnum)
8. Where the Heart Is – 4:32
9. Numbers – 4:56
10. Soul Inside – 4:29
11. Down in the Subway – 3:26 (Jack Hammer)

## Formazione
- Marc Almond - voce
- Dave Ball - strumenti musicali